# Miguel Chevalier (homme politique)
Miguel Chevalier, né le 10 septembre 1963 à Bruges, est un homme politique belge flamand, membre de OpenVLD. Il est le frère de Pierre Chevalier (homme politique).
Il étudie la littérature et la philosophie et l'écologie à l'Université de Gand.
Il devient assistant parlementaire du sénateur Guy Verhofstadt (1995-1999) et ensuite porte-parole du premier ministre Verhofstadt (I).

## Fonctions politiques
- député fédéral belge :
  - du 14 juillet 2003 au 21 juillet 2004, en remplacement de Vincent Van Quickenborne, secrétaire d'état,
  - du 30 juillet 2004 au 2 mai 2007, en remplacement de Marc Verwilghen, ministre,
- Conseiller communal d'Oostkamp (depuis 2001).